# Steve Bacic
Steve Bacic (nascido a 13 de Março de 1965) é um ator canadense, conhecido principalmente por ter interpretado dois papéis na série televisiva de ficção científica Andromeda. Depois de entrado como ator convidado para desempenhar o papel de Gaheris Rhade, nas temporadas 1-3, ele entra definitivamente na série, nos princípios da quarta temporada como Telemachus Rhade. No total ele entra em 44 dos 110 episódios de Andromeda.